# Isaías de Noronha
José Isaías de Noronha (Río de Janeiro, 6 de julio de 1874-Jacarepaguá, 29 de enero de 1963) fue un militar brasileño, con gran participación entre los líderes de la junta que gobernó al país durante el periodo en que Washington Luís fue depuesto y Júlio Prestes impedido de asumir.
Su periodo en el gobierno fue entre el 24 de octubre de 1930 y el 3 de noviembre de 1930, junto a Mena Barreto y Augusto Fragoso.
La Junta de Gobierno asumió el día 24 de octubre de 1930. Ese mismo día, la junta organizó un nuevo ministerio, del cual formaban parte, entre otros, el general José Fernandes Leite de Castro (Guerra), Isaías de Noronha (Armada) y Afrânio de Melo Franco (Relaciones Exteriores). Con la situación sobre control sobre la capital, la junta envió su primera serie de telegramas a Getúlio Vargas, proponiéndole la suspensión total de las hostilidades en todo el país, pero sin hablar sobre la transferencia del poder a los jefes de la revolución.
La Revolución brasileña de 1930 puso fin de la denominada República Velha.